# 徐爌
徐爌（1515年—1586年），字明宇，一字文華，號巖泉，直隸蘇州府太倉州人，明朝政治人物。

## 生平
嘉靖二十二年（1543年）癸卯科應天府鄉試第三十九名舉人，三十二年（1553年）登癸丑科進士。礼部观政，授湖广長沙府推官，丁憂去職。服闕，補武昌府，三十八年九月选授四川道試監察御史，四十一年三月實授，巡视两淮盐课。又起改山东道御史，四十二年十二月提调北直隶学校，四十四年九月升江西按察司副使、提调学校。隆慶二年（1568年）正月官至山西行太僕寺卿，致仕归。

## 家族
曾祖徐廷瑞，曾任壽官；祖父徐守元；父徐槃。母楊氏。兄徐炤、徐炯、弟徐烈、徐煉、徐燦、徐焘、徐应增（监生）、徐应坤。